# ريناتو سالفاتوري
ريناتو سالفاتوري (بالإيطالية: Renato Salvatori)‏ هو كاتب سيناريو وممثل إيطالي، ولد في 20 مارس 1933 في إيطاليا، وتوفي في 27 مارس 1988 بروما في إيطاليا.

## أعمال

### أفلام
- (1960) امرأتان
- (1969) زد
- (1971) الضوء في إحاطة العالم

## وصلات خارجية
- ريناتو سالفاتوري على موقع IMDb (الإنجليزية)
- ريناتو سالفاتوري على موقع قاعدة بيانات الأفلام العربية
- ريناتو سالفاتوري على موقع ألو سيني (الفرنسية)
- ريناتو سالفاتوري على موقع أول موفي (الإنجليزية)
- ريناتو سالفاتوري على موقع قاعدة بيانات الأفلام السويدية (السويدية)
- ريناتو سالفاتوري على موقع قاعدة بيانات الفيلم (الإنجليزية)
- ريناتو سالفاتوري على موقع كينوبويسك (الروسية)